# Língua kove
Kove é uma das línguas austronésias da Nova Bretanha, Papua-Nova Guiné. É falada em 18 vilas que têm cerca de 9 mil habitantes no total. Porém, a maioria das pessoas não tem familiaridade com a língua, sendo que maioria prefere usar o Tok Pisin no seu dia-a-dia. 

## Mudança para Tok Pisin
Embora no passado os falantes Kove tivessem contato com línguas estrangeiras como resultado de comércio, o local onde viviam era isolado bastante que mantivessem o Kove como sua língua diária. Isso por causa de maior interação interna do que aquela que era função das atividades comerciais. No entanto, a geração mais jovem, pessoas que estão abaixo de cinquenta, começou a usar Tok Pisin como sua língua diária. Além disso, a linguagem de ensino que se usa nas escolas não é Kove, exceto hoje uma escola que recentemente mudou para o uso do Kove, mas isso não significa que o aluno vai usar Kove fora da classe. Além disso, algumas pessoas Kove são casados com falantes não-Kove orador e usam outra língua em sua vida diária. Como resultado, seus filho aprenderão a outro idioma como primeira língua.

## Dialetos
Há três dialetos do Kove. São os chamados de Kove Leste, Central e Oeste. O dialeto Kove central deve ser considerado como a língua padrão. Isso ocorre porque a tal área central de Kove é o local onde os antepassados chegaram primeiramente. Além disso, é o dialeto que está mais próximo da linguagem original. Na verdade, os outros dois dialetos, Leste e Oeste, foram alterados um pouco devido às línguas em torno dessa área.

## Morfologia

### Pronomes
Os pronomes independentes do Kove são:
|          | 1ª Inclus. | 1ª Exclus. | 2ª     | 3ª       |
| -------- | ---------- | ---------- | ------ | -------- |
| Singular | yau        | yau        | veao   | veai     |
| Plural   | taita      | yai        | amiu   | asiri    |
| Dual     | tahua      | yahua      | amihua | asihua   |
| Grupo    | tangera    | yangera    | angera | asingera |

O sistema pronominal para Kove é um pouco diferente das outras línguas oceânicas. As semelhanças que Kove e outras oceânicas estão nas primeira, segunda e terceira pessoas gramaticais. Também há separação as 3ª do plural entre inclusivoe e exclusivo. Além disso, o "gênero não é codificado", conforme Hiroko. No entanto, ao contrário de outras línguas Oceânicas, Kove usa usa singular e plural para números. O sistema pronominal Kove é separado em quatro funções. Estas quatro funções são: independente, marcador de objeto, objeto e possessivo.

### Morfossintática
A ordem de palavras padrão na gramática Kove é SV e AVO, "onde S é um sujeito intransitivo, A um sujeito transitivo, V um verbo e O um objeto direto", conforme Hiroko.

## Fonologia

### Consoantes
As consoantes Kove podeser alteradas a qualquer momento devido à interação com as línguas Tok Pisin e Inglês.
.
|                 | Biliabial | Labiovelar | Alveolar | Palatal | Velar | Glotal |
| --------------- | --------- | ---------- | -------- | ------- | ----- | ------ |
| Oclusivas       | p b       |            | t d      |         | k g   |        |
| Pré-nasalizadas | (mb)      |            | (nd)     |         |       |        |
| Nasais          | m         |            | n        |         | ŋ     |        |
| Fricativas      | β         |            | s        |         | ɣ     | h      |
| Aproximante     |           |            | ɹ        |         |       |        |
| Lateral         |           |            | l        |         |       |        |
| Semivogais      |           | w          |          | j       |       |        |

### Vogais
Em Kove há cinco vogais. Os lábios devem ser arredondados para produzir as vogais / u / e / o /. Para vogais / i /, / e /, e / a / os lábios não são arredondados. As vogais podem estar no início da palavra ou no final da mesma. Além disso, as duas vogais iguais não podem ser usadas juntas. Por exemplo, usar as vogais / ii / em conjunto não é permitido; No entanto, há uma palavra que usa as mesmas duas vogais que é / ee / "sim". Esse exemplo é o único caso em que duas das mesmas vogais podem aparecer próximas uma da outra.
|         | Frontal | Central | Posterior |
| ------- | ------- | ------- | --------- |
| Fechada | i       |         | u         |
| Medial  | e       |         | o         |
| Aberta  |         | a       |           |

Além disso, se as vogais são seguidas por um “ng” nasal velar, ela se tornará uma tensa negativa, exceto a vogal [a]
.

### Ortografia
Algumas das escolas primárias em Kove recentemente usaram uma ortografia "que foi estabelecida por professores de escola primária que não eram nem falantes nativos de Kove nem treinados em linguística", como afirmado por Hiroko. Essee professores não estão familiarizados com o sistema.
| fonema  | /a/  | /e/ | /i/ | /o/ | /u/ | /p/ | /b/ | /t/ | /d/ | /k/ | /g/ | /mb/ |
| grafema | a    | e   | i   | o   | u   | p   | b   | t   | d   | k   | g   | mb   |
| fonema  | /nd/ | /m/ | /n/ | /ŋ/ | /β/ | /s/ | /ɣ/ | /h/ | /r/ | /l/ | /w/ | /j/  |
| grafema | nd   | m   | n   | ng  | β   | s   | gh  | h   | r   | l   | w   | y    |

## Tonicidade
Existem dois tipos diferentes de sílabas fortes em Kove, um é primário, o outro é secundário. "A tonicidade primárioasempre cai na penúltima sílaba" e "a secundária cai em cada segunda sílaba à esquerda da sílaba que tem tonicidade primária", Hiroko.

### Reduplicação
Assim como em outras línguas Oceânicas, o Kove tem muitas palavras que são reduplicadas. Existem três tipos de reduplicação. O primeiro é a reduplicação completa. Os exemplos para este tipo de duplicação é tama "pai" é reduplicado a tamatama "pai" em Kove. Além disso, ani "comer" reduplicada para aniani significa "estar comendo". O segundo tipo de reduplicação é para a esquerda. Por exemplo, pau "novo" é reduplicata a papau "novo" e tari "irmão e primo paralelo mais novo "reduplicado para tatari significa pluralizar "irmãos e primos paralelos mais novos". O terceiro tipo de reduplicação é para a direita, mas este tipo de reduplicação é raramente usado em Kove.

### Adotando fonologia
A língua Kove também tem palavras emprestadas de outras línguas, por exemplo, de línguas austronésias como Anem e Papuana. Isso porque quando eles negociavam com outras pessoas, aparentemente viam coisas novas. Nesse caso, eles tomavam emprestadas palavras do outro idioma e combinavam com seu próprio. Alguns exemplos de palavras que os Koves tomaram emprestadas de outras línguas é "tavila" grande bacia de madeira para bater taro ", amouru" árvore de chuva, "ahila", palmas de folha pequena que origina no arbusto, "rodya" tapioca curta e amarelo claro ", disse Hiroko. À medida que o tempo passa, essas palavras serão conhecidas como sendo da linguagem Kove. Este tipo de situação é cada vez mais comum hoje. Devido ao aumento da interação com o mundo exterior e mais fácil de comunicação, as pessoas Kove acabam por saber de mais coisas. Assim, eles têm de pedir emprestadas palavras de outra língua para nomeá-las. De fato, devido à linguagem Tok Pisin que o povo Kove usa na linguagem diária, muitas coisas novas são nomeadas tal língua. Por exemplo, carro, avião, papel, dinheiro e muitos mais são nomeados em Tok Pisin, não mais em Kove.

## Classes de palavras
O Kove tem três classes da palavra: classes lexicais aberta, classes lexicais fechadas e classes gramaticais. Classe léxica é também conhecida como a parte do discurso e "palavras gramaticais ou morfemas são elementos compartilhados na estrutura gramatical das cláusulas", conforme Hiroko, a qual inclui os substantivos e verbos. Por outro lado, as classes lexicais fechadas incluem adjetivos, advérbios e numerais cardinais. As classes gramaticais incluem aposições, artigos, marcador causativo, unificador de verbos em série, conjunções, demonstrativos, marcador intransitivo, demonstrativos locativos, nominalizadores, partículas, marcadores possessivos, pronomes, marcador recíproco, tempo, aspecto, marcadores de modo e todos os outros elementos que não incluídos nas outras duas classes. 

## Numeração
A numeração tem base decimal, tendo o “5” uma grande importância:
| Número | Nome                                  | Formação           |
| ------ | ------------------------------------- | ------------------ |
| 1'     | here                                  | 1                  |
| 2      | hua                                   | 2                  |
| 3      | tolu                                  | 3                  |
| 4      | pange                                 | 4                  |
| 5      | lima                                  | 5                  |
| 6      | lima gha hare                         | 5 +(gha) 1         |
| 7      | lima gha hua                          | 5 + 2              |
| 8      | lima gha tolu                         | 5 + 3              |
| 9      | lima gha pange                        | 5 + 4              |
| 10     | sangaulu                              | 10                 |
| 11     | sangaulu gha ere                      | 10 + 1             |
| 12     | sangaulu gha hua                      | 10 + 2             |
| 13     | sangaulu gha tolu                     | 10 + 3             |
| 14     | sangaulu gha page                     | 10 + 4             |
| 15     | sangaulu gha lima                     | 10 + 5             |
| 16     | sangaulu gha lima gha ere             | 10 + 5 + 1         |
| 17     | sangaulu gha lima gha hua             | 10 + 5 + 2         |
| 18     | sangaulu gha lima gha tolu            | 10 + 5 + 3         |
| 19     | sangaulu gha lima gha pange           | 10 + 5 + 4         |
| 20     | sangaulu hua                          | 10 x 2             |
| 21     | sangaulu hua ai-a suvu ere            | 10 x 2 sobra 2     |
| 22     | sangaulu hua ai-a suvu hua            | 10 x 2 sobra 2     |
| 23     | sangaulu hua ai-a suvu tolu           | 10 x 2 sobra 3     |
| 24     | sangaulu hua ai-a suvu ere pange      | 10 x 2 sobra 4     |
| 25     | sangaulu hua ai-a suvu ere lima       | 10 x 2 sobra 5     |
| 26     | sangaulu hua ai-a suvu ere lima ere   | 10 x 2 sobra 5 + 1 |
| 27     | sangaulu hua ai-a suvu ere lima hua   | 10 x 2 sobra 5 + 2 |
| 28     | sangaulu hua ai-a suvu ere lima tolu  | 10 x 2 sobra 5 + 3 |
| 29     | sangaulu hua ai-a suvu ere lima pange | 10 x 2 sobra 5 + 4 |
| 30     | sangaulu tolu                         | 10 x 3             |
| 40     | sangaulu pange                        | 10 x 4             |
| 50     | sangalima                             | 50                 |
| 60     | sangaulu sangalima ere                | 50 + 10 x 1        |
| 70     | sangaulu sangalima hua                | 50 + 10 x 2        |
| 80     | sangaulu sangalima tolu               | 50 + 10 x 3        |
| 90     | sangaulu sangalima pange              | 50 + 10 x 4        |
| 100    | vuno                                  | 100                |
| 101    | vuno ai-a suvu ere                    | 100 sobra 1        |
| 110    | vuno ai-a suvu sangaulu               | 100 sobra 10       |
| 1000   | vuno vana                             | 1000               |
| 1001   | vuno vana ai-a suvu ere               | 1000 sobra 1       |
| 2000   | vuno vana hua                         | 1000 x 2           |